# Grabówko (województwo zachodniopomorskie)
Grabówko (niem.: Neu Martinshagen) – wieś w Polsce położona w województwie zachodniopomorskim, w powiecie koszalińskim, w gminie Sianów.
Według danych z 30 czerwca 2003 r. wieś miała 186 mieszkańców.